# Seiji Ono
Seiji Ono (誠治 小野, Nishiuwa (Ehime), 18 juni 1956) is een Japans voormalig tafeltennisser. Hij werd in Pyongyang 1979 wereldkampioen in het enkelspel voor mannen, waarmee hij na Stellan Bengtsson (1971) de tweede linskhandige winnaar ooit was. Hij won in zijn carrière tevens drie bronzen WK-medailles in andere disciplines.

## Sportieve loopbaan
De eerste van de vijf wereldkampioenschappen waaraan Ono tussen 1979 en 1987 deelnam, was meteen zijn succesvolste. Niet alleen won hij daarop zijn enige wereldtitel, maar hij deed dit daarbij in de enige WK-finale die hij speelde. In de eindstrijd van het enkelspel voor mannen greep hij goud tegen de Chinees Guo Yuehua, die op de twee volgende WK's zelf wereldkampioen zou worden.

Hoewel Ono zich niet voor verdere finales plaatste op de wereldkampioenschappen, stond hij toch nog drie keer op het podium. Zowel in 1979 als in Novi Sad 1981 won hij brons eremetaal in het landentoernooi, met de Japanse nationale ploeg. Een derde medaille van deze kleur won hij in Tokio 1983, toen hij samen met zijn landgenoot Hiroyuki Abe derde werd in het dubbelspel voor mannen.
Ono won ook medailles op de Aziatische Spelen van New Delhi 1982. Samen met Abe won hij goud in het dubbelspel, terwijl hij nog een zilveren medaille won in het ploegentoernooi met het nationale mannenteam. Eerder won de Japanner op de Aziatische kampioenschappen in Kuala Lumpur 1978 het toernooi voor gemengd dubbels, met landgenote Kayo Sugaya aan zijn zijde.
Ono nam op 32-jarige leeftijd nog eenmaal deel aan de Olympische Zomerspelen 1988, waarop tafeltennis voor het eerst op het programma stond. Hoewel hij in het dubbelspel al na één ronde eruit lag, bereikte hij in het enkelspel nog de laatste zestien.